# Ʈ
Cette page contient des caractères spéciaux ou non latins. S’ils s’affichent mal (▯, ?, etc.), consultez la page d’aide Unicode.
Ʈ (minuscule ʈ), appelé t hameçon, est une lettre additionnelle qui est recommandé dans l'écriture de certaines langues africaines selon l’alphabet africain de référence. Elle est utilisée par Jean Robert Opgenort dans l’orthographe du wambule ou par J. P. Crazzolara et J. Kiggen en nuer.  Sa forme minuscule est également utilisée par l’alphabet phonétique international.

## Utilisations
Le ʈ représente une consonne occlusive rétroflexe sourde (précisément décrite par [ʈ] dans l’alphabet phonétique international).
Dans l’alphabet phonétique international, t hameçon rétroflexe ‹ ʈ › est un symbole utilisé pour représenter une consonne occlusive rétroflexe sourde. Elle composé d’un t et d’un crochet droit indiquant la rétroflexion. Elle est proposée comme symbole, aux côtés d’autres symboles avec l’hameçon rétroflexe ‹ ɖ, ɭ, ɳ, ɽ, ʂ, ʐ › déjà utilisés dans l’alphabet dialectal suédois de Johan August Lundell, lors de la Conférence de Copenhague d’avril 1925. Elle est officiellement adoptée dans l’alphabet phonétique international en 1927 et a notamment été utilisé dans A bengali phonetic reader de Suniti Kumar Chatterji publié en 1928.
Le ʈ est utilisé dans les orthographes nuer de J. P. Crazzolara dans une grammaire nuer publiée en 1933 et de J. Kiggen dans un dictionaire nuer-anglais publié en 1948, pour représenter une consonne roulée alvéolaire sourde [r̥].
J. P. Crazzolara l’utilise aussi dans l’orthographe d’autres langues dans ses ouvrages, dont notamment l’acholi et le luo.
Le ʈ est utilisé dans l’orthogaphe du bijogo utilisée par Guillaume Segerer en 2000.

## Représentation informatique
Cette lettre possède les représentations Unicode suivantes :
| formes    | représentations | chaînes de caractères | points de code | descriptions                                 |
| --------- | --------------- | --------------------- | -------------- | -------------------------------------------- |
| capitale  | Ʈ               | Ʈ                     | U+01AE         | lettre majuscule latine t crochet rétroflexe |
| minuscule | ʈ               | ʈ                     | U+0288         | lettre minuscule latine t crochet rétroflexe |